# 山中律雄
山中 律雄（やまなか りつゆう、1958年3月22日 - ）は日本の歌人、曹洞宗の僧侶。日本文藝家協会会員。現代歌人協会会員。日本歌人クラブ秋田県代表幹事。秋田魁新報読者文芸「短歌」選者。秋田県歌人懇話会会長。

## 経歴
秋田県出身。駒澤大学仏教学科時代に短歌を始め、1983年に「運河」に入会した。川島喜代詩に師事し、後に代表となる。
1996年、歌集『無窮より』（川島書店）を出版した。1997年、「現代短歌の新しい風」（ながらみ書房）に参加する。
2000年、歌集『刻ゆるやかに』（角川書店）を出版。同歌集にて「秋田県芸術選奨」「日本歌人クラブ東北地域ブロック優良歌集賞」を受賞した。
2007年、宮中歌会始に入選する。詠進歌「映像に見し月山の朝のあめ昼すぎてわが町に移り来」。
2009年、歌集『変遷』（角川書店）を出版。同歌集にて「第5回日本詩歌句協会詩歌句大賞（短歌部門）」を受賞した。
2016年、歌集『仮象』（現代短歌社）を出版。
2020年、歌書『川島喜代詩の添削』（現代短歌社）を出版。同書にて「第10回日本短歌雑誌連盟雑誌評論賞」を受賞した。
2021年、秋田県の芸術文化への貢献が認められ「秋田県芸術文化賞」を受賞した。
2022年、歌集『淡黄』（現代短歌社）を出版。同書にて「第50回日本歌人クラブ賞」「第25回島木赤彦文学賞」を受賞した。